# Samuel Cohen
Samuel Theodore Cohen (Brooklyn, 25 gennaio 1921 – Los Angeles, 28 novembre 2010) è stato un fisico statunitense.
È noto soprattutto per la creazione della bomba N, comunemente conosciuta come bomba al neutrone.
Cohen è morto all'età di ottantanove anni il 28 novembre del 2010 per delle complicazioni al suo tumore dello stomaco.
| Controllo di autorità | VIAF (EN) 70204648 · ISNI (EN) 0000 0001 0913 2884 · LCCN (EN) n79060580 · GND (DE) 143347683 · J9U (EN, HE) 987007435464705171 |